# Rantzau (Fluss)
Die Rantzau ist ein rechter Nebenfluss der Stör im Kreis Steinburg.
Die Rantzau ist ca. 15 km lang und entspringt nordöstlich von Peissen. Von da fließt sie in südlicher Richtung durch Ridders, von dort parallel zur Bundesstraße 77 weiter südlich, unterquert zwischen Schlotfeld und Hohenlockstedt in südöstlicher Richtung die B 206 und fließt dann durch Winseldorf. Sie mündet schließlich über ein Siel und bei Hochwasser über ein Schöpfwerk bei Flusskilometer 42,9 in die Stör.
Wichtige Nebenbäche der Rantzau sind der Vorfluter Silzen aus dem Schierenwald, der Steinteichgraben (Vorfluter Hohenlockstedt) und der Schlotfelder Graben (Vorfluter Schlotfeld). Ihr Einzugsgebiet umfasst ca. 6.950 Hektar. Bei mehreren der der Rantzau zulaufenden sowie über den Schlotfelder Graben entwässernden Bäche handelt es sich um sandgeprägte Fließgewässer.
Die Rantzau und der angrenzende Talraum sind ab Ridders Teil des FFH-Gebietes Rantzau-Tal.